# Varna
Varna (bulharsky Варна, v období antiky nazývaná Odessos) je s přibližně 351 tisíci obyvateli po Sofii a Plovdivu třetím největší městem Bulharska. Město se rozkládá na březích Černého moře a je to největší bulharský přístav. Přezdívá se jí i „mořská metropole Bulharska“. Nalézá se tam i vrchní velení bulharského námořnictva.
Město je správním střediskem Varenské oblasti a obštiny Varna.
V letních měsících se ve Varně pořádá mnoho festivalů (např. mezinárodní hudební festival Varenské léto, Mezinárodní jazzový festival, či Týden moře. Místní muzeum mimo jiné nabízí pohled na nejstarší zlatý poklad na světě, tzv. Varenskou kulturu.

## Historie

### Starověk
V r. 1972 byla při stavebních úpravách nalezena Varenská nekropole z eneolitu. Odhadované stáří tohoto pravěkého hřbitova je okolo roku 4200 př. n. l., tudíž spadá do mladší doby kamenné. V jednom z hrobů byl nalezen nejstarší nalezený poklad ze zlata na světě (tzv. Varenská kultura), ale našly se tam především předměty z mědi, pazourku, bronzu, stříbra a jílu. Tento nález svědčí o velmi raném osídlení oblasti. Poklad je vystaven v místním archeologickém muzeu.

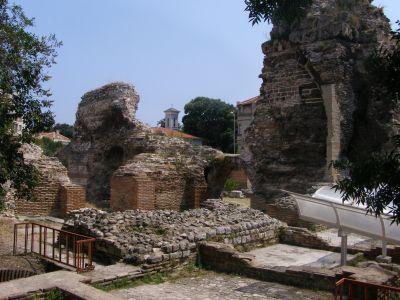
Ruiny západního vchodu do varenských lázní. Na pozadí je kostel sv. Atanáše

Poměrně známou je i pevnost Odesos, která se rozkládala na březích Varenského zálivu okolo roku 570 př. n. l. Pevnost byla mnohokrát obléhaná, dokonce i Alexandrem Makedonským, ale nikdy nebyla dobyta. Nakonec přešla dohodou pod křídla makedonské říše.
Na začátku našeho letopočtu stál Odesos v čele silného obchodního sdružení pěti měst, které se podobalo Aténskému svazu. Do sdružení se řadil Odesos, Tomi (Konstanca), Mesambra (Nesebar), Kalateja a Apollónie (Sozopol).
Na prvních mincích toho města je zobrazen ležící bůh Darsalos, který drží roh hojnosti a amforu. Roh symbolizuje bohatství, zatímco amfora skvělé víno produkované v oblasti.
Po rozdělení římské říše v roce 395 bylo město zobrazováno jako součást Byzantské říše. Ale i přesto si město zachovávalo nezávislé vedení a velmi rozvinutý obchod a kulturu.
V roce 447 tu byzantský císař Theodosius II. uzavřel mír s vůdcem Hunů Attilou. Poté za císaře Justiniána I. zažíval Odesos svůj největší rozmach.
Na konci 6. století byla pevnost úplně zničena častými nájezdy Avarů a Slovanů. Brzy po zničení se název Odesos vytratil. Nový název – Varna, který má podle některých hypotéz thrácký původ, se poprvé objevuje v byzantských kronikách Teofana Zpovědníka a patriarchy Nikofora I. Záznam má spojitost se římskou ztrátou kontroly zemí kolem Dunaje. Římská vojska utrpěla v deltě Dunaje potupnou porážku od Bulharů.
V 7. století převzal město bulharský chán Asparuch a nastěhoval se do paláců na místní akropol. V roce 679 bylo ve Varně podepsáno uznání nového Bulharského státu, který vznikl na Balkánském poloostrově. Obecně se věří, že ve stejném sále byl podepsán dekret o vzájemné vojenské pomoci mezi Asparuchem a slovanskými kmeny žijícími mezi Dunajem a pohořím Balkán.
Poté se po dlouhou dobu (v letech 773–950) vedly války o Varnu mezi Bulhary a Byzantskou říší. Nakonec město skončilo v byzantských rukách až do roku 1202.

### Středověk a osmanská nadvláda
Na konci 8. století leželo město na hranicích bulharského státu. Umírající chán Pagan se snažil Varnu udržet mírovými jednáními. Po pokřtění Bulharů v roce 864 za vlády cara Borise I. se město stalo baštou křesťanství – dokonce tu sídlil patriarcha. Okolo roku 970 získala město opět Byzantská říše a zpět Varnu pro Bulhary získal až v 12. století král Kalojan.
V 13. až 14. století se tu shromažďovalo mnoho kupců nejen z Bulharska, ale i z Janova, Benátek, Florencie, Ragusy i z Byzance. Varna se stala jedním z rychle rostoucích obchodních středisek v Evropě. Hlavními vývozními artikly byly obilniny a víno, vedlejšími ostatní zemědělské produkty. V hojném množství se sem ale dováželo také luxusní zboží (šperky, slonovina atd.). Ve 14. století byla Italy Varna považována za nejdůležitější přístavní město mezi Konstantinopolí a deltou Dunaje.

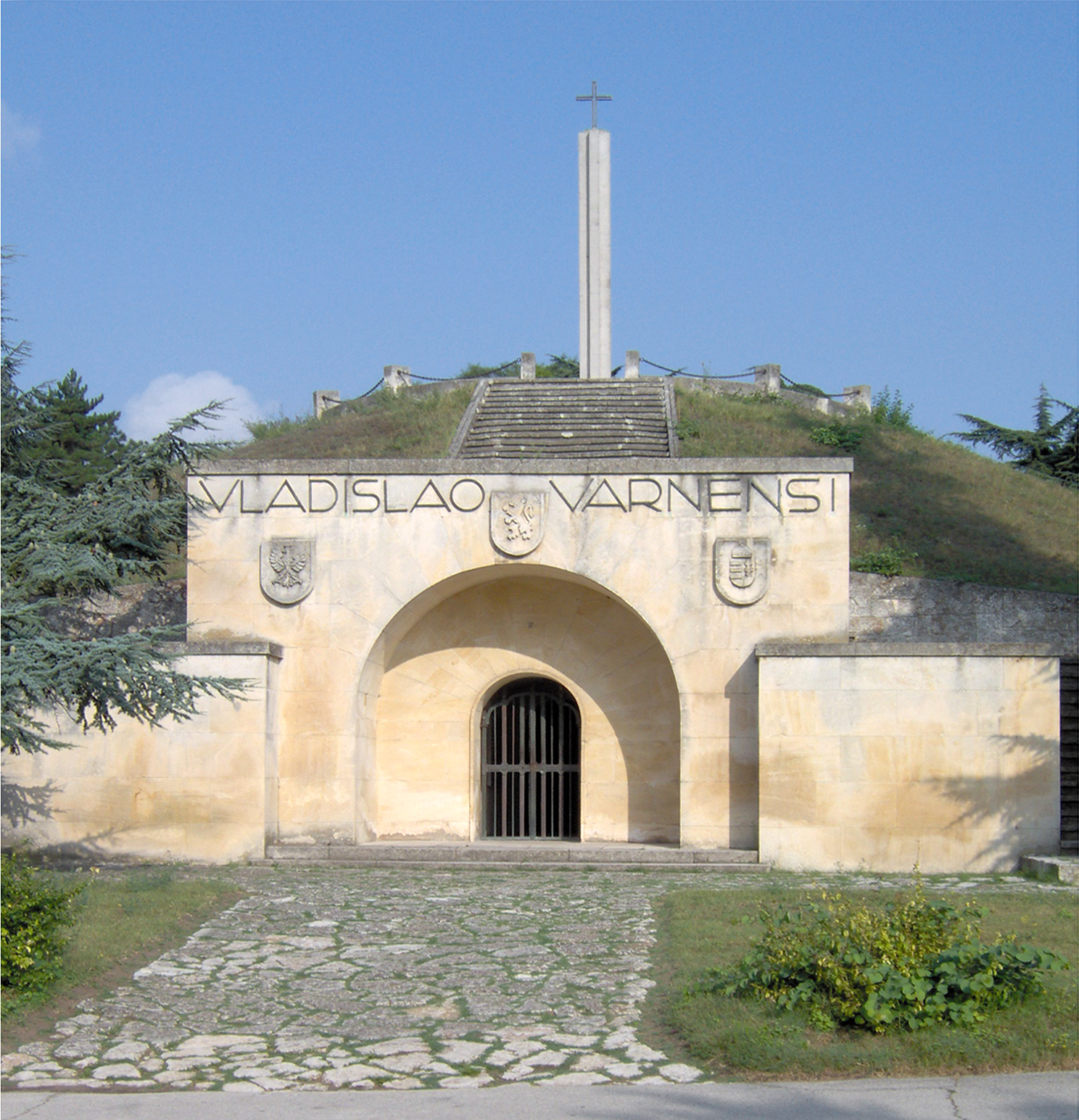
Památník Bitvy u Varny r. 1444 v provedení thrácké mohyly

V roce 1366 bylo město neúspěšně obléháno Amadeem VI. Savojským. V důsledku obléhání se Varna stala hlavním městem Karvunského knížectví. Poté bylo v roce 1389 město dobyto Osmanskými Turky a následně v roce 1413 postoupeno byzantskému císaři Manuelovi II. Palaiologosovi. V roce 1414 bylo město vypleněno Tatary a nakonec roku 1444 znovu dobyto Turky po bitvě u Varny, kde zemřel a získal přízvisko po místu smrti král polský a uherský Vladislav III. Varnenčik (resp. maďarsky Ulászló I.). Zároveň bylo rozhodnuto o osudu bulharského území po další čtyři století. Pád Konstantinopole se proto stal taktéž nevyhnutelným. Nyní ve Varně stojí Vladislavovo mausoleum.

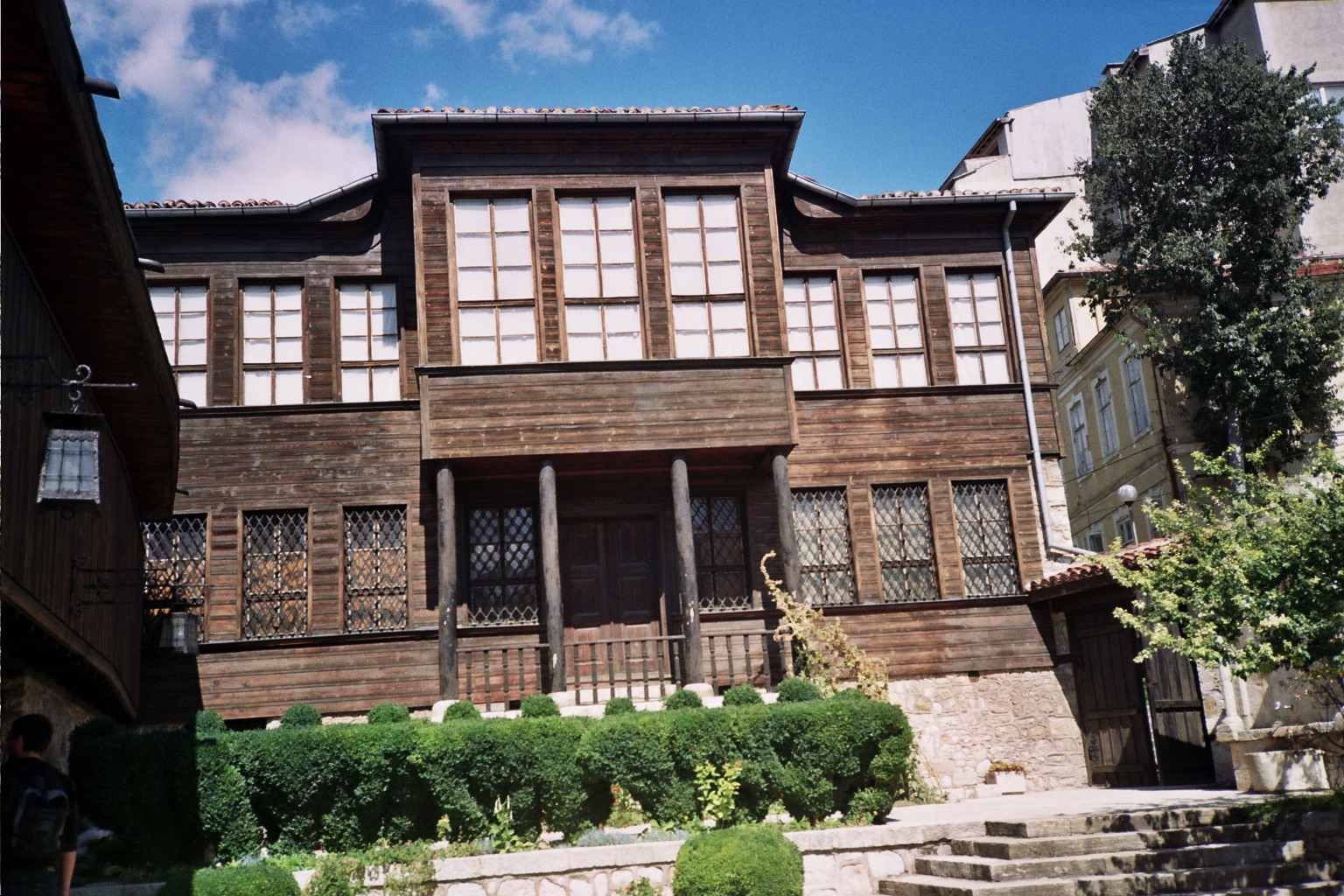
Dům z období turecké vlády

Po ovládnutí města Turky Varna získala turecký charakter, avšak zachovala si důležité obchodní a strategické postavení. Byla tu vybudována nová pevnost oddělující Dobrudžu od zbytku Bulharska. Pevnost byla v letech 1773 a 1828 dobyta Rusy v průběhu mnoha rusko-tureckých válek. Nakonec byla v roce 1829 Rusy zbořena. V roce 1854 se tu konalo spojenecké jednání Velké Británie, Francie a Osmanské říše. Tyto státy spolu bojovaly proti Rusku v Krymské válce. Varna se v této době stala hlavním velitelstvím britských a francouzských pozemních i námořních sil. Avšak mnohé z přítomných vojáků sklátila cholera a navíc se ve městě rozhořel požár. Britské a francouzské památníky označují hřbitovy, kam byly oběti cholery i požáru pochovány.
V roce 1866 byla dokončena první železnice v Bulharsku. Vede ze střední Evropy přes Ruse a Varnu až do osmanského hlavního města Istanbulu. Za několik málo let tudy vedla i trať Orient expresu. Varna se v tomto období stala jedním z hlavních dovozců jídla (zejména obilí z úrodné Jižní Dobrudže) do Istanbulu. Také se používala jako překladiště dovozu do Istanbulu ze zbytku Evropy.
Varna byla osvobozena z tureckého poddanství 27. července 1878, kdy do města mírově přišla ruská vojska. O postoupení Varny Bulharsku bylo rozhodnuto 3. března 1878 na San Stefanské konferenci a následně i v Berlíně 13. července 1878.

### Osvobození Bulharska

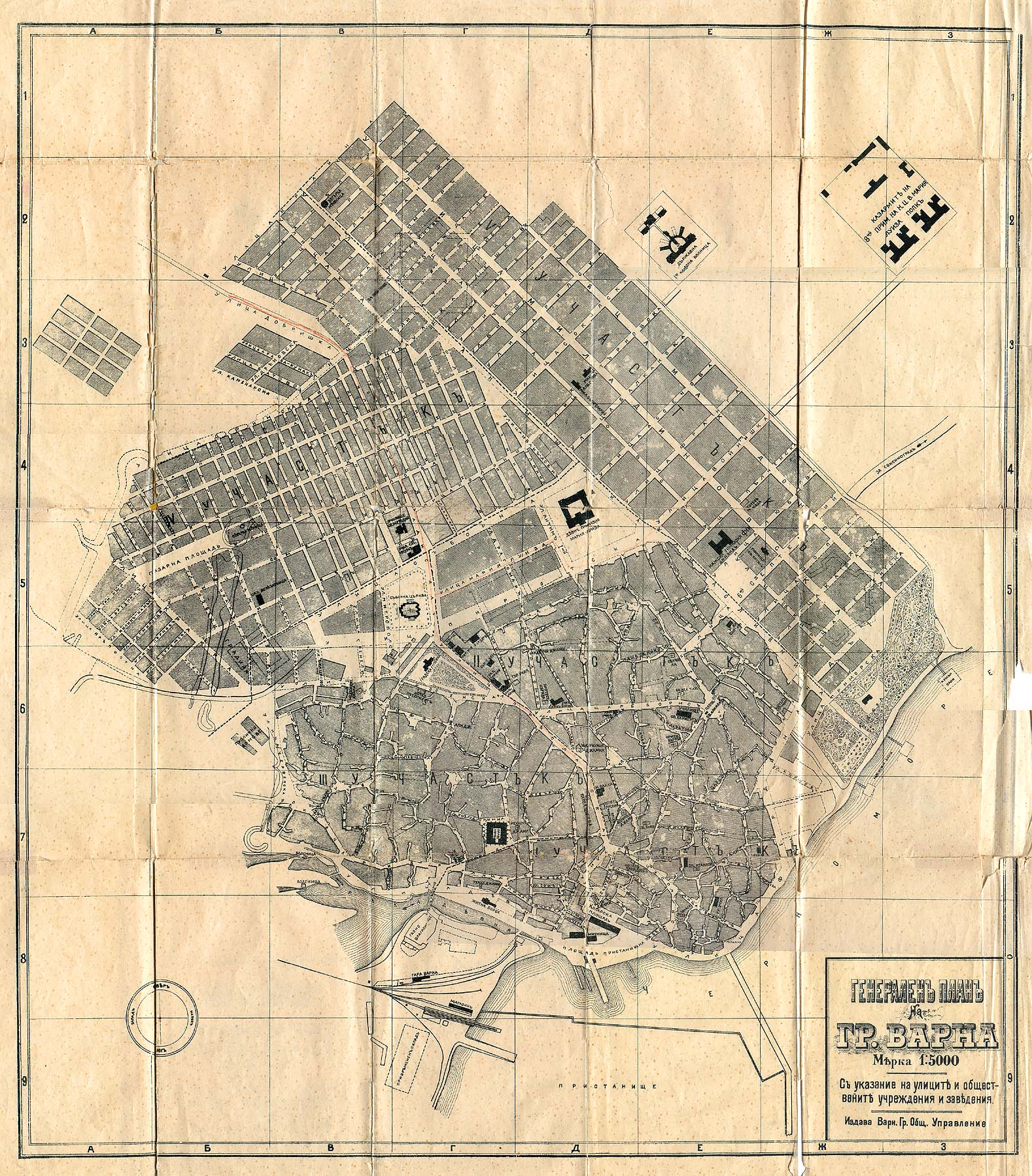
Mapa města z roku 1897

Po osvobození Bulharska město čítalo okolo 25 tisíc obyvatel. Stálo v popředí bojů první balkánské války a první světové války. Hospodářství města bylo nepříznivě ovlivněno ztrátou úrodné Jižní Dobrudže, kterou v letech 1913–1916 a 1919–1940 zabralo Rumunsko. V druhá světové bylo město od září 1944 okupováno Rudou armádou, která pomáhala stmelovat vládu komunistů v Bulharsku.
Po několik desetiletí po osvobození v roce 1878 byla vystěhovávána valná většina Turků a Řeků a naopak sem proudili Bulhaři z vnitrozemí, severní části Dobrudže a Malé Asie. V roce 1887 žilo ve městě 25 256 lidí. O pět let později se počet zvýšil o více než třetinu na 34 922 obyvatel. Velký nárůst byl způsoben dalším přílivem bulharských uprchlíků z Makedonie, východu Thrákie a nově i z jihu Dobrudže. Avšak již tak velký příliv pokračoval ještě intenzivněji po válkách pro Bulharsko tragických – druhé balkánské válce a první světové válce. Bulhaři těmito přesuny získali drtivou etnickou převahu v oblasti, avšak zůstaly tu i skupinky Gagauzů, Sfaradimů a Arménů. V roce 1908 byl zbořen zbytek Varenské pevnosti i všechny mešity.
Kolem roku 1890 si místní zastupitelstvo uvědomilo bohatství moře a chtělo ho začít využívat. Byly vybudovány první moderní mořské lázně, které přitáhly mnoho návštěvníků zejména z oblastí střední a východní Evropy. V roce 1906 byl otevřen moderní přístav ve Varenském zálivu. Varna je hlavním exportním přístavem Bulharska. Okolí Varny je největším pěstitelem obilnin a nejdůležitější vinařskou oblastí v celém Bulharsku.
Roku 1907 byla ve Varně otevřena první bulharská továrna na konzervované jídlo – „Bratja Genovi“ (Bratři Genovovi). Dále tu byly otevřeny továrny pro výrobu bavlněných vláken, čokolády, lokumu, vína a piva.
V létě je Varna místem mnoho festivalů a stává se de facto i letním hlavním městem Bulharska, protože tu v nedalekém Evksinogradu za letních měsíců zasedá vláda. Varna a její blízké okolí je turistickým centrem přibližně od roku 1950. Těžký průmysl a čilý obchod se Sovětským svazem tu kvetl zejména v letech 1950–1970.
Od 20. prosince 1949 až do 20. října 1956 neslo město jméno „Stalin“ podle přezdívky sovětského diktátora Josifa Vissarionoviče Džugašviliho.

## Geografie a klima

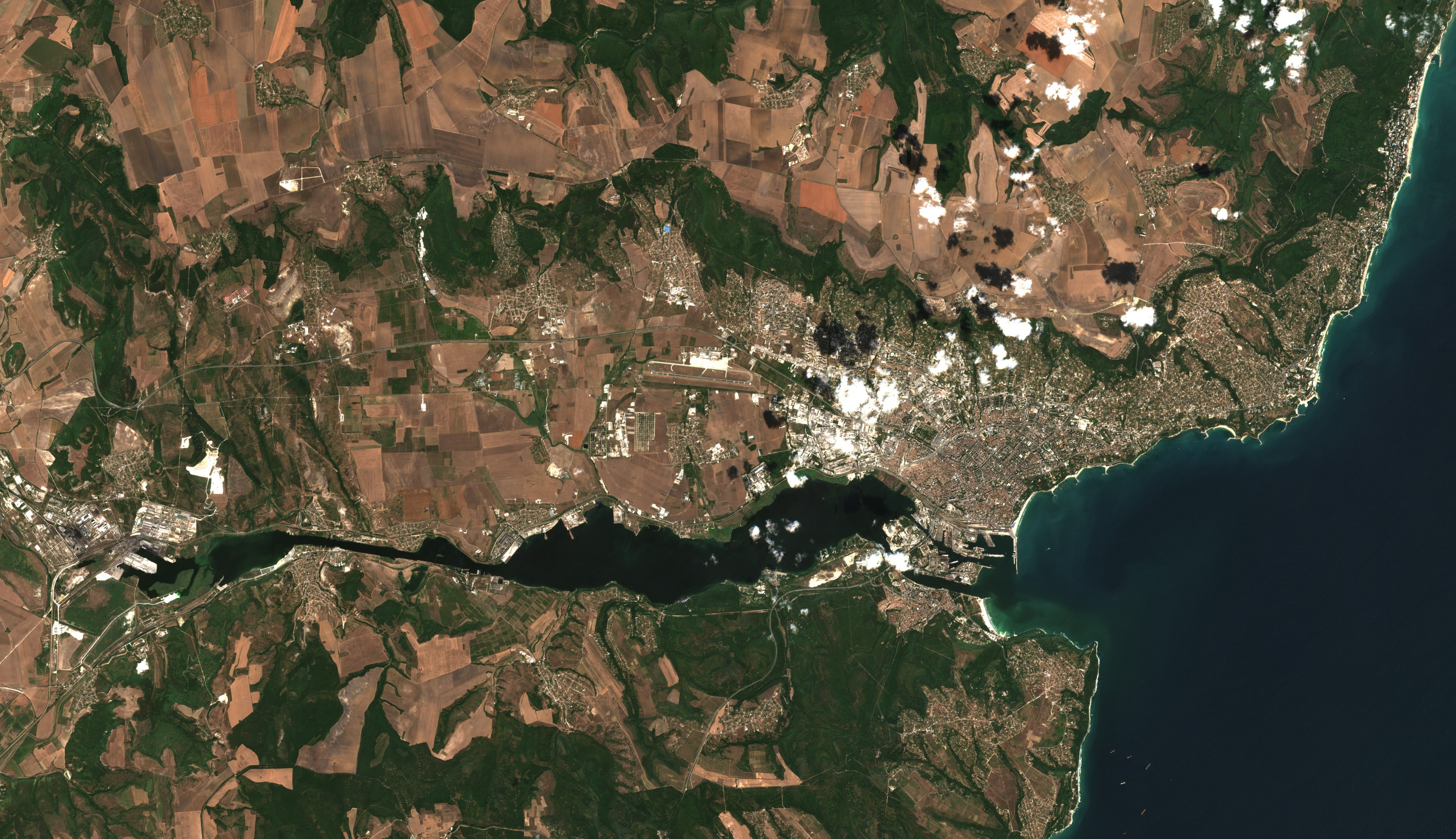
Satelitní snímek Varny a jezera

Město leží na severním a západním břehu Varenského zálivu a na východním až severovýchodním břehu jezera (viz foto ze satelitu). Na jihu města (u průtoku z jezera) se nachází čtvrť Asparuchovo. Severní břeh jezera shromažďuje téměř všechen průmysl a také tam je poměrně rozsáhlý přístav. Na severovýchod od něj je historické centrum města a městská pláž. Okolo města je menší aglomerace – na sever od Varny se nacházejí vilová městečka, ale i v ostatních směrech se mohutně zastavují volné plochy. Ve Varně končí i začíná osmý panevropský koridor.

### Klima
Panuje zde klima typické pro přímořské oblasti s průměrnou teplotou v lednu 1,7 °C a červencovou 22,8 °C. Průměrná celoroční teplota je 12,2 °C a průměrné srážky činí 498 milimetrů ročně. Nejvíce srážek bývá v červnu a listopadu, naopak nejméně během února. Nejnižší teplota – minus 24,3 °C – byla naměřena 10. února 1929 a nejvyšší – plus 41,4 °C – v červenci. 21. srpna 1951 byl překonán bulharský rekord v největším denním srážkovém úhrnu. Jednalo se o úctyhodných 342 mm.
Slunce tu nejdéle hřeje v červenci (331 hodin) a v srpnu (313 hodin). Zdejší podnebí je i proto vhodné pro pěstování středomořských plodů jako granátových jablek, fíků, kiwi i bobkových listů. Průměrná výška vln na zdejších plážích dosahuje 61 centimetrů.

## Demografie
První číselné údaje o počtu obyvatel pocházejí z poloviny prvního desetiletí 17. století, kdy město mělo čítat okolo 4,000 obyvatel. Po osvobození dosáhlo první sčítání lidu v r. 1881 výsledku 24 555 obyvatel. Tehdy se Varna stala druhým největším městem bulharského knížectví. Po sjednocení Bulharska v roce 1885 byla Varna třetím největším městem a tuto příčku si udržela i dalších 120 let, zatímco se pořadí na prvních dvou a čtvrté příčce neustále měnilo. Níže uvedená tabulka ukazuje vývoj populace města od poloviny 19. století (1852–2021):
| Rok            | 1852   | 1878   | 1887   | 1900   | 1910   | 1920   | 1926   | 1934   | 1946   |
| Počet obyvatel | 16 000 | 24 555 | 25 256 | 34 922 | 41 419 | 50 810 | 60 536 | 73 305 | 80 349 |

| Rok            | 1956    | 1965    | 1975    | 1982    | 1992    | 2001    | 2011    | 2021    |
| Počet obyvatel | 123 798 | 184 659 | 252 525 | 302 841 | 308 432 | 312 889 | 334 870 | 332 686 |

Dle údajů bulharského národního statistického úřadu je nyní Varna stále třetím největším městem, avšak mnoho zdrojů, dokonce i bulharská veřejnoprávní televize (BTV) a některé noviny, tvrdí, že s populací činící přibližně 520 tisíc obyvatel (připočítáni i dojíždějící pracovníci z okolí) se Varna řadí na druhou příčku. Oficiální údaje hovoří o 416 tisících obyvatelích i s aglomerací. K 15. březnu 2025 ve městě žilo 352 136 obyvatel a bylo zde trvale hlášeno 371 949 obyvatel.
Varna patří k jedněm z mála bulharských měst s pozitivním přirozeným přírůstkem a dokonce otevírá nové školy a školky.
Většina obyvatel města a okolí jsou Bulhaři, dále Turci a Romové, menší skupinky Arménů, Řeků a Židů. Podle sčítání 7. září 2021 bylo národnostní složení následující:
- Bulhaři: 284 738 (93.8 %)
- Turci: 10 028 (3.3 %)
- Romové: 3 162 (1.0 %)
- ostatní[p 2]: 5 666 (1.9 %)

Dále tu žijí cizinci, z nichž nejvíce je Rusů, plus rostoucí počet imigrantů z Asie a Afriky i vyhoštěných ze své vlasti, kteří však nejsou ve sčítání zahrnuti.

## Náboženství

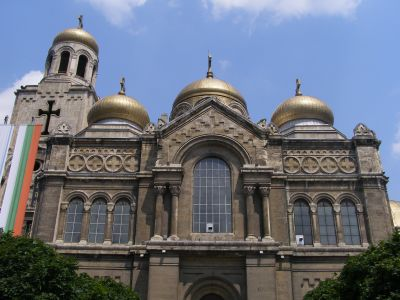
Druhý největší pravoslavný chrám v zemi – katedrála Zesnutí přesvaté Bohorodice

Ve městě a jeho okolí stojí mnoho chrámů. Nejvíce – 14 chrámů – mají bulharští pravoslavní. Největším je chrám Zesnutí přesvaté Bohorodice. Dále zde stojí chrám arménských pravoslavných, kostely evangelíků a římských katolíků a šíitská mešita. Lze tu nalézt i buddhistické centrum a modlitebnu adventistů.

## Námořní flota
V roce 1896 měly všechny přímořské země v Evropě svoji vlastní námořní flotu. Jedinou výjimku tvořilo Bulharsko, a proto v lednu 1896 předložila vláda před národní shromáždění nový zákon o vytvoření bulharského námořnictva. Podplukovnické učiliště v Ruse se rozdělilo a jeho nová část se přesunula do Varny. Zde byla zřízena vysoká škola námořnická. Lodní orchestr byl přemístěn stejného roku po stejné trase (Ruse → Varna). Byly objednány tří minonosky z Francie. Dále byla pořízena jachta Kamčija a výcviková plachetnice Strela. Do první balkánské války mělo Bulharsko šest válečných lodí, dále Drazki (bulharský torpédoborec – jméno znamená neohrožený) a budovalo se i pobřežní dělostřelectvo.

## Letecká doprava
Letiště Varna patří mezi menší letiště v Bulharsku. Letiště se nachází poblíž města a zejména v letním období je velmi frekventované. Letiště Varna má IATA kód VAR. Létá sem celá řada leteckých společností.

## Železniční doprava
Vlakové spojení je zajištěno různými vlaky ze Sofie a ostatních měst v Bulharsku. Dříve byly do Varny nasazovány přímé vlaky z Prahy (později už jen přímé vozy), to už ale pro dnešní dny neplatí. Dnes tam v letní sezóně zajíždějí přímé vozy z Budapešti, Bukurešti a Srbska.

## Mezinárodní spolupráce a konzuláty ve městě

### Partnerská města
- Aalborg, Dánsko
- Akaba, Jordánsko
- Dordrecht, Nizozemsko
- Charkov, Ukrajina
- Kapské Město, Jihoafrická republika
- Malmö, Švédsko
- Ning-po, Čína
- Novorossijsk, Rusko
- Novosibirsk, Rusko
- Oděsa, Ukrajina
- Orumíje, Írán
- Pireus, Řecko
- Rostock, Německo
- Surabaja, Indonésie
- Turku, Finsko

### Konzuláty ve Varně

#### Generální konzuláty
- Generální konzulát Ruské federace
- Generální konzulát Polské republiky
- Generální konzulát Ukrajiny

#### Honorární konzuláty
- Honorární konzulát Spojeného království Velké Británie a Severního Irska
- Honorární konzulát Spolkové republiky Německo
- Honorární konzulát Maltské republiky
- Honorární konzulát Norského království
- Honorární konzulát Maďarska
- Honorární konzulát Finské republiky
- Honorární konzulát Francouzské republiky
- Honorární konzulát České republiky
- Honorární konzulát Švédského království

## Galerie

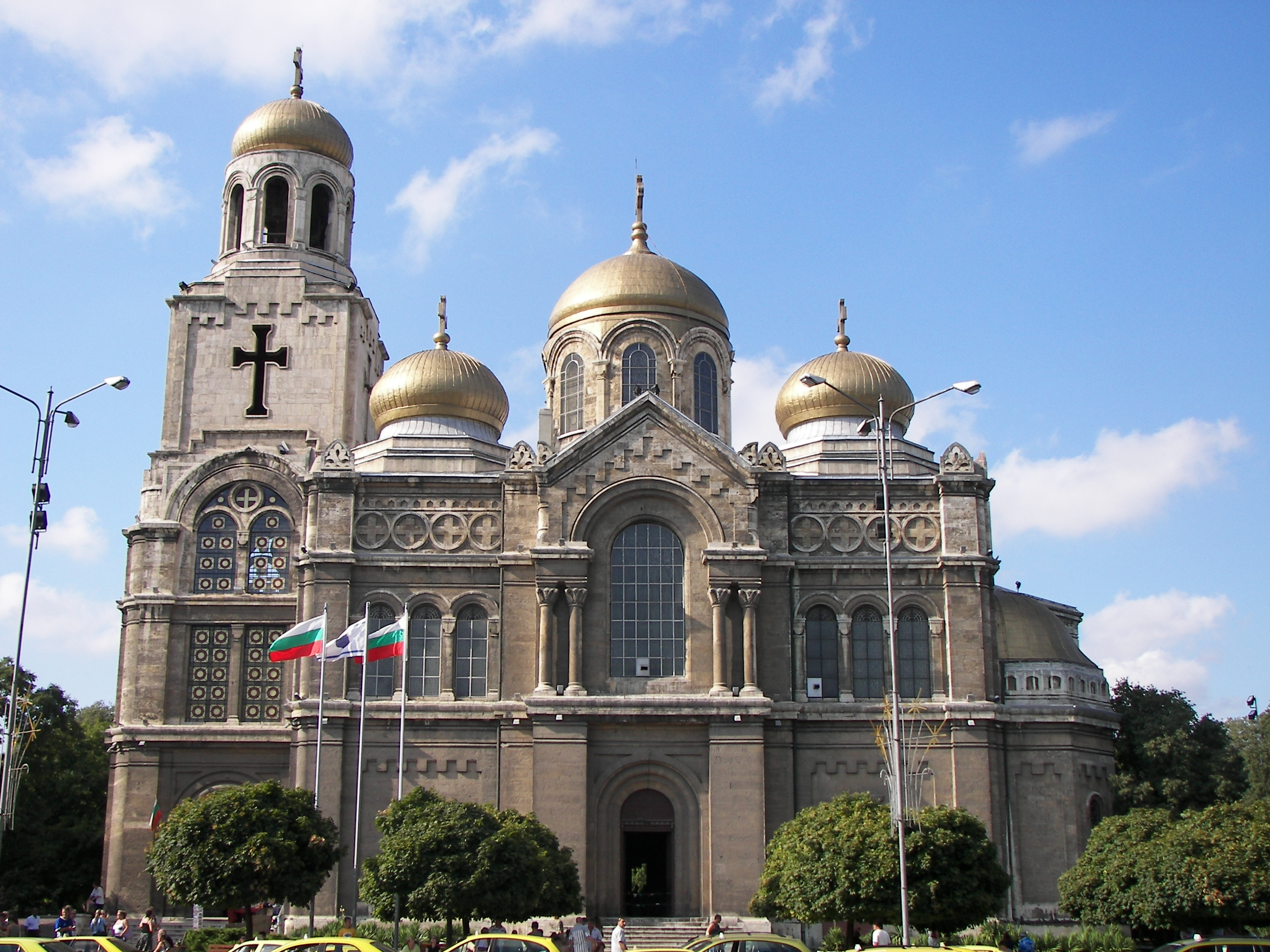
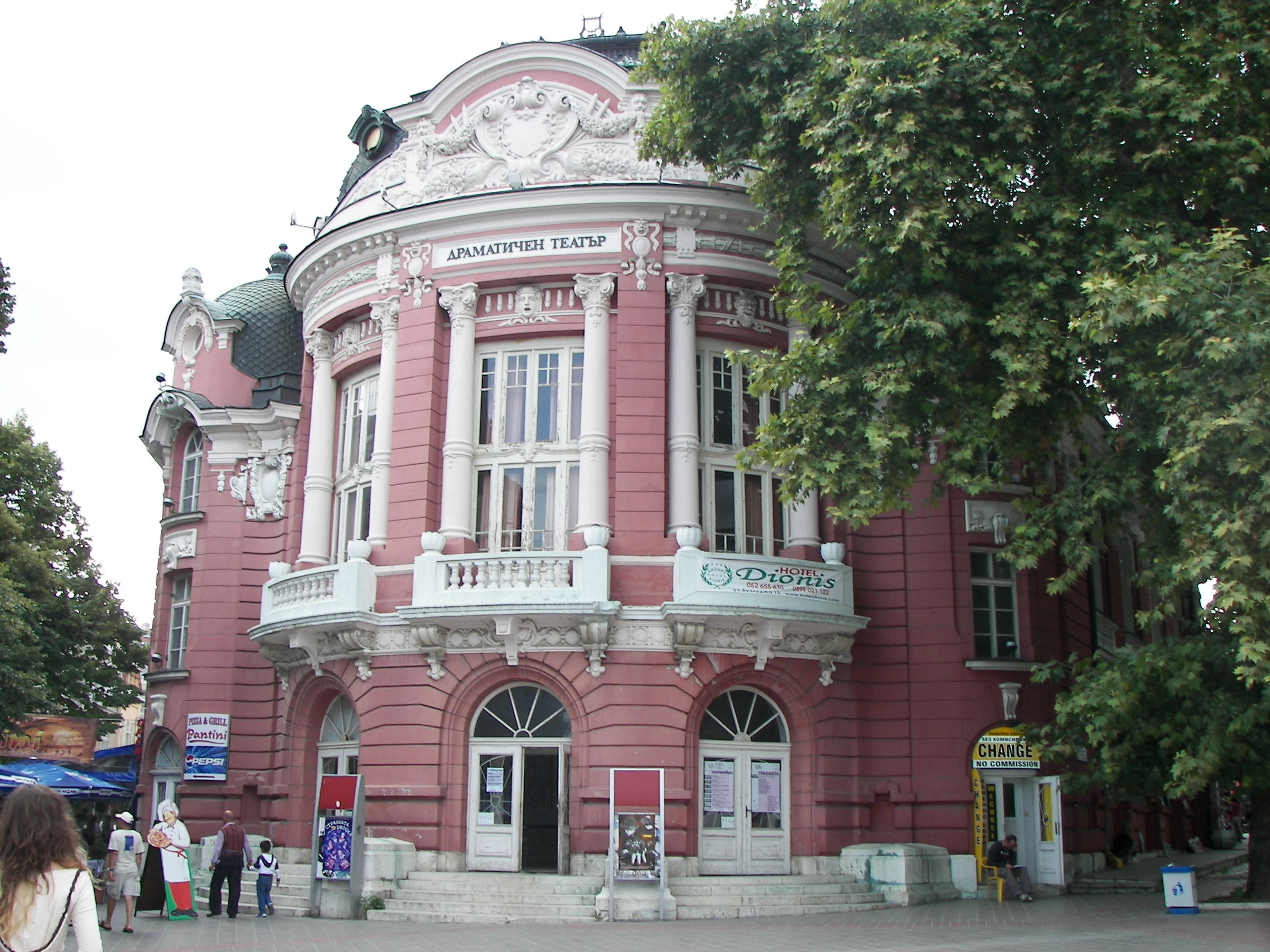
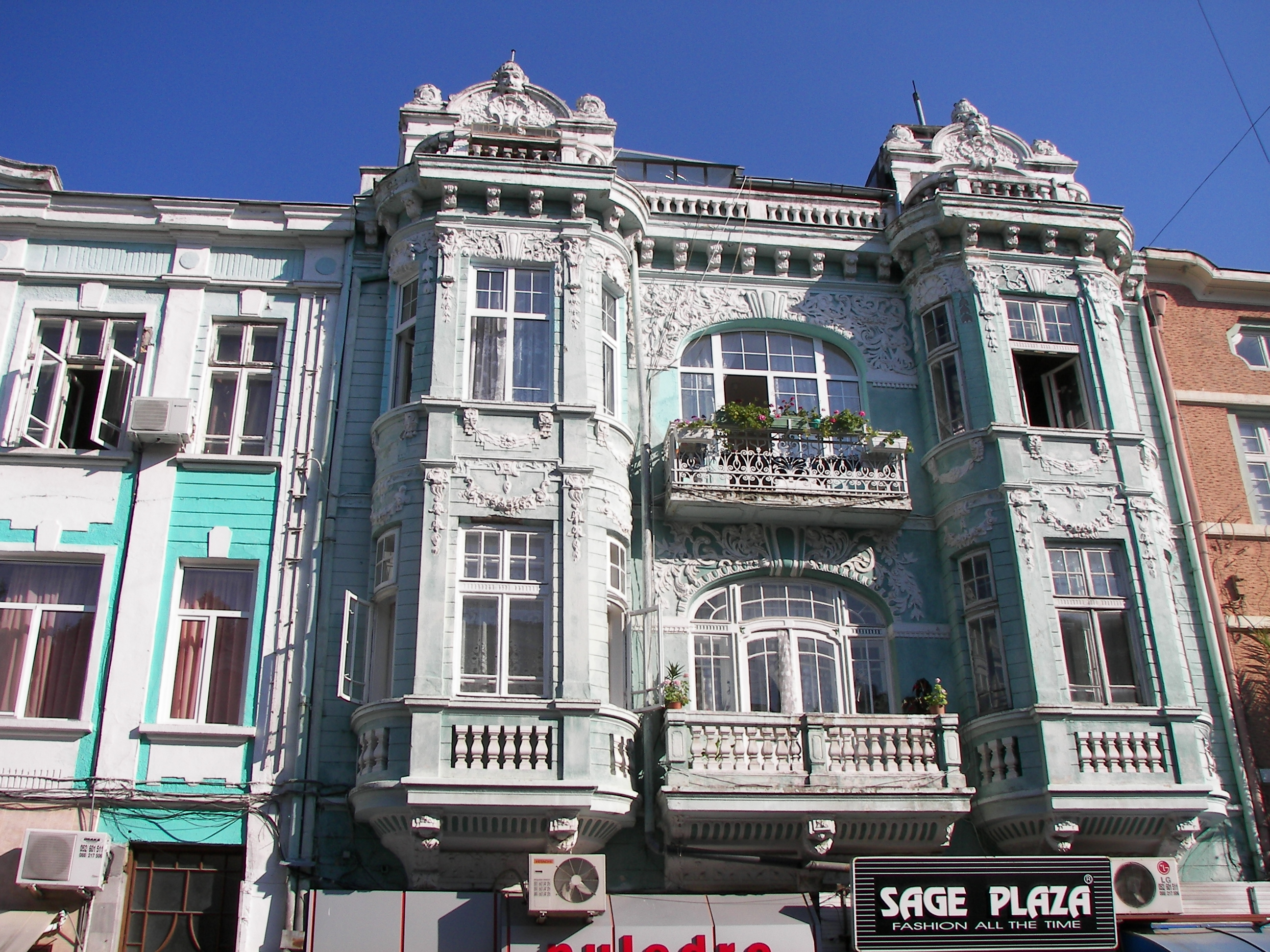
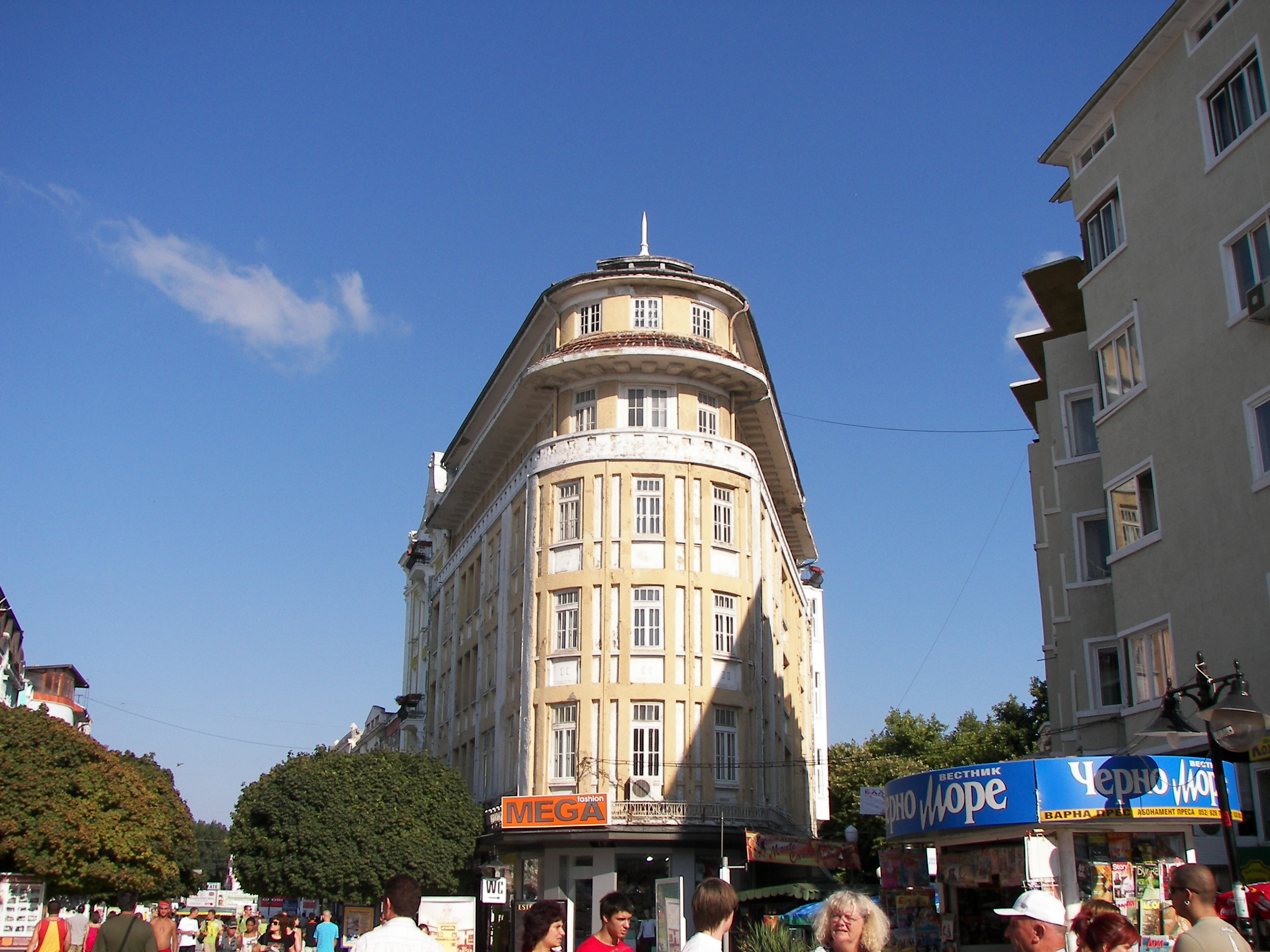